# Berthold de Moosburg
 (février 2009).
Si vous disposez d'ouvrages ou d'articles de référence ou si vous connaissez des sites web de qualité traitant du thème abordé ici, merci de compléter l'article en donnant les références utiles à sa vérifiabilité et en les liant à la section « Notes et références ».
Berthold de Moosburg est un philosophe dominicain allemand mort après 1361. Il fut lecteur à Ratisbonne (1327) et enseignant au Studium Général de Cologne (1335). Il y composa L'Expositio super Elementationem theologicam Procli, le plus important commentaire médiéval sur Proclus et l'unique témoignage de sa pensée.
Sous l'influence d'Albert le Grand, Thierry de Freiberg et Maître Eckart (qu'il ne peut citer à cause de la condamnation de 1329), il tente de soumettre l'aristotélisme à la métaphysique néoplatonicienne en évitant soigneusement le thomisme et la scolastique parisienne. Définissant, après tant d'autres, la métaphysique d'Aristote comme science de l'être, il en souligne l'ignorance des principes fondateurs de l'être. Ce principe fondateur, l'Un, que Berthold retrouve en l'homme sous la forme de l'« un de l'âme » est une faculté supra-intellective, divine qui est la source véritable du savoir ésotérique systématisé par Proclus. Le chemin qui mène à la contemplation de l'Un coïncide parfaitement avec la déïfication du sage. À ce point de la réflexion, il n'y a pas de frontière véritable entre révélation philosophique et théologie révélée.

## Œuvres
- Expositio super elementationem theologicam Procli 184-211. De animabus, édité par Loris Sturlese, Rome, Edizioni di storia e letteratura, 1974.
- Bertoldo di Moosburg, Tabula contentorum in Expositione super Elementationem theologicam Procli, edited by A. Beccarisi, Pisa, Scuola Normale Superiore, 2000.
- Expositio super Elementationem theologicam Procli, in Corpus philosophorum Teutonicorum medii aevi, vol. 6, édité par Loris Sturlese :
  - 6/1: Prologus. Propositiones 1-13, Meiner, Hamburg 1984.  (ISBN 3-7873-0599-8)
  - 6/2: Propositiones 14-34, Meiner, Hamburg 1986.  (ISBN 3-7873-0673-0)
  - 6/3: Propositiones 35-65, Meiner, Hamburg 2001.  (ISBN 3-7873-1560-8)
  - 6/4: Propositiones 66-107, Meiner, Hamburg 2003.  (ISBN 3-7873-1655-8)
  - 6/6: Propositiones 136–159, Meiner, Hamburg 2007
  - 6/7: Propositiones 160-183, Meiner, Hamburg 2003